# COVID-19-Pandemie in Afghanistan
Die COVID-19-Pandemie in Afghanistan tritt als regionales Teilgeschehen des weltweiten Ausbruchs der Atemwegserkrankung COVID-19 auf und beruht auf Infektionen mit dem Ende 2019 neu aufgetretenen Virus SARS-CoV-2 aus der Familie der Coronaviren. Die COVID-19-Pandemie breitet sich seit Dezember 2019 von China ausgehend aus. Ab dem 11. März 2020 stufte die Weltgesundheitsorganisation (WHO) das Ausbruchsgeschehen des neuartigen Coronavirus als Pandemie ein.

## Verlauf
Der erste positiv getestete COVID-19-Fall in Afghanistan wurde am 24. Februar 2020 in Herat bestätigt. Am 22. März 2020 gab es bereits 34 positiv getestete Fälle und es wurde der erste offizielle Tod eines Afghanen aufgrund von COVID-19 bestätigt. Bis zum 29. März 2020 gab es insgesamt 120 positiv getestete COVID-19-Fälle und vier bestätigte Todesfälle in Afghanistan.
Am 2. Mai 2020 starb in Kabul mit dem General und ehemaligem Kommandeur der Nationalpolizei Afghanistans Munir Mangal die bis dahin höchstrangige Person in Afghanistan.

## Statistik
Die Fallzahlen entwickelten sich während der COVID-19-Pandemie in Afghanistan wie folgt:

### Infektionen

Bestätigte Infizierte in Afghanistan nach Daten der WHO. Oben kumuliert, unten Tageswerte

### Todesfälle

Bestätigte Todesfälle in Afghanistan nach Daten der WHO. Oben kumuliert, unten Tageswerte